# منتخب أستراليا تحت 17 سنة لكرة القدم للسيدات
منتخب أستراليا تحت 17 سنة لكرة القدم للسيدات (بالإنجليزية: Australia women's national under-17 soccer team)‏ هو ممثل أستراليا الرسمي في المنافسات الدولية في كرة القدم في فئة كرة قدم تحت 17 سنة للسيدات، يديريه اتحاد أستراليا لكرة القدم.